# Sam Willoughby
Sam Willoughby (Adelaide, 15 augustus 1991) is een Australisch BMX'er.

## Levensloop
Sam verliet op 16-jarige leeftijd zijn woonplaats Adelaide om met een backpack, een mager bankaccount en zijn BMX-fiets naar Californië te vertrekken. Aldaar verbleef hij in huizen van mede-BMX'ers totdat hij genoeg geld had gewonnen bij races om een kamer in een motel te kunnen veroorloven. Hij won de junior BMX-titel in 2008 en in 2009 prolongeerde hij deze. Willoughby vorderde snel na zijn aankomst om na 2 jaar al hoog in de rangen de staan bij de senioren. Hij won zijn eerste kampioenschap bij de senioren in mei 2012.
Op de Olympische Zomerspelen van 2012 in Londen werd hij tweede in de Olympische BMX-wedstrijd na de Letse regerende olympisch kampioen Māris Štrombergs. In 2014 won hij de Elite Men's Final tijdens het wereldkampioenschap BMX in Rotterdam.
Op 22 september 2016 viel hij hard op de baan in Chula Vista, waarbij hij gedeeltelijk verlamd raakte. In maart 2018 zat hij voor de eerste keer weer op zijn fiets, hoewel hij nog niet in staat was te lopen.
Willoughby is getrouwd met de Amerikaanse BMX'er Alise Post.